# Mănăstirea Frăsinei
Mănăstirea Frăsinei este una dintre cele mai cunoscute și mai vizitate mănăstiri din România, situată în nordul Olteniei, județul Vâlcea. Biserica vechiului schit, cu hramul Nașterea Sfântului Ioan Botezatorul, a fost construită din lemn, de călugării bulgari Ilarion și Ștefan, la anul 1710. Aceasta a fost reconstruită din zid, între anii 1762-1763, de către Cârstea și Damian Iovipali, frații hagii din Râmnic, împreună cu Nicoliță, fiul lui Cârstea, cu binecuvântarea Episcopului Filaret al Râmnicului. În jurul acestui schit au existat chilii, care însă nu s-au păstrat. 
La anul 1787, din cauza Războiului ruso-turc, schitul a fost pustiit și a rămas părăsit până la anul 1848, când a fost refăcut de către călugărul Acachie, venit de la Sfânta mănăstire Cernica, cu învoirea lui Gheorghe Iovipali, urmașul primilor ctitori. El a închis pridvorul vechii biserici cu cărămidă, transformându-l în pronaos, și l-a zugrăvit. Tot el a refăcut vechile chilii.
Biserica veche păstrează pictura în frescă, lucrată la anul 1763, de către Teodor Zugravul, cât și pe cea din tindă, lucrată la anul 1848. Astăzi, vechea biserică este folosită ca biserică de cimitir, în jurul acesteia aflându-se mormintele duhovnicilor și ale monahilor de la Frăsinei.
Biserica actuală, cu hramul Adormirea Maicii Domnului, corpul de chilii zidit împrejurul bisericii și clopotnița au fost ctitorite de Sfântul Calinic de la Cernica, Episcopul Râmnicului, între 1860-1863.
Pisania bisericii zidite de Sfântul Ierarh Calinic mărturisește următoarele:
Întru mărirea Sfintei Treimi Unuia Dumnezeu și întru cinstea Adormirii Maicii Domnului s-au zidit din temelie această Sfântă Biserică, cu clopotniță și chilii împrejur, de smeritul Episcop al Rm-Noului Severin. D.D. Calinic Cernicanu, spre a fi locuită de părinți monahi cu viață de obște; alăturându-se de dânsul și Schitul Slătioarele, tot din acest district, prin actul Prea Sfinției Sale din anul 1860, legalizat de Prea Sfinția Sa Părintele Mitropolit D.D. Nifon Cernicanul, sub No. 2, același an, Martie 9, spre a se îngriji amândouă de singur starețul Frăsineiului. Pentru o mai bună susținere a lor din venitul propietății lor ce au nesupuse la un alt stabiliment. Publicu s-au sfințit la 1863, Mai 12.
Biserica a fost pictată în ulei, de către pictorul ardelean Mișu Popp, în stilul renascentist al lui Gheorghe Tattarăscu. Pictura bisericii mari a fost spălată la anul 1968, de către pictorul Aritium Avachian. Astăzi, biserica este monument istoric.
Secularizarea averilor mănăstirești a fost una dintre marile reforme adoptate de domnitorul Alexandru Ioan Cuza pentru modernizarea noului stat, înființat la anul 1859, prin unirea Moldovei cu Țara Românească. Prin această reformă administrativă, adoptată la anul 1863, proprietățile bisericilor și mănăstirilor închinate unor locuri străine au fost trecute în proprietatea statului. Pentru admirația domnitorului Cuza față de Sfântul Ierarh Calinic, Sfânta Mănăstire Frăsinei a fost singura mânăstire din țară care nu a fost secularizată, aceasta păstrându-și terenul agricol până în zilele noastre.
Paraclisul mănăstirii, cu hramul Sfinții Trei Ierarhi, și o serie de alte zidiri au fost ctitorite de Episcopul Gherasim Safirim al Romanului (1910-1911), fost arhimandrit de scaun al Episcopiei Râmnicului-Noul Severin. El completează cu chilii aripa de miazăzi și de răsărit a incintei monastic. Se completează astfel lucrările edilitare sistate la 1888.
Viața monahală de la Sfânta Mănăstire Frăsinei se aseamănă cu cea de la Sfântul Munte Athos. În mânăstire nu au voie să intre femeile, pentru acestea zidindu-se special o biserică la baza muntelui. Nu se mănăncâ niciodată carne, iar slujbele țin până spre dimineața. În 1867, Sfântul Ierarh Calinic a așezat în locul în care se află astăzi biserica de jos, o piatră de legământ pe care a scris, cu litere chirilice, atât binecuvântări, pentru femeile care vor păstra acest legământ, cât și blesteme, pentru cele care vor călca hotărârea sa.
Mănăstirea a fost inclusă pe Lista monumentelor istorice din județul Vâlcea din anul 2015, având codul de clasificare  VL-II-a-B-09633.

## Istoric
La intrarea în mănăstire, pe o placă din piatră, stă scris acest text, care cuprinde "Istoricul mînăstirii Frăsinei":
„Mînăstirea Frăsinei există de la începutul sec. XVIII. În anul 1710, doi călugări sihaștri vin și ridică aici, cu binecuvîntarea Episcopului Damaschin al Rîmnicului, o bisericuță din lemn cu hramul „Nașterea Sf. Ioan Botezătorul”. În anul 1763 Cîrstea Iovipali cu fratele său Damian și cu fiul celui dintîi, Nicoliță Iovipali, zidesc în locul bisericii din lemn învechită, biserica din zid, care se păstrează pînă azi la cimitirul călugărilor. În jurul ei erau chilii, care azi nu mai sunt. Prin anul 1787-1788, în războiul turcilor cu nemții, schitul este părăsit de călugări, pustiindu-se pînă în anul 1845. În acest an vine la Frăsinei călugărul Acachie de la Mînăstirea Cernica și care cu învoierea urmașului primilor ctitori, Gheorghe Iovipali, începe renovarea schitului: pridvorul deschis al bisericii se închide cu cărămidă și se zugrăvește, refăcînd și încăperile chiliilor. Lucrările se termină la 10 iunie 1848. În anul 1859, Episcopul Rîmnicului, Sf. Calinic, vizitează Frăsineii și hotărăște ridicarea altor construcții mai sus de bisericuța cea veche, pe locul de azi. Lucrările pentru biserica mare, cu hramul „Adormirea Maicii Domnului”, încep în anul 1860 și se termină la 12 mai 1863. Tot în acest timp se ridică în jurul bisericii, din partea de sud, apus și nord, chilii pentru călugări. Fostul arhimandrit de scaun al Episcopiei Rîmnicului, apoi Episcop de Roman (1900-1911), Gherasim Safirim, a făcut cheltuieli mari pentru casele de pe latura de răsărit precum și paraclisul în anul 1888. Biserica veche își păstrează pictura în interior de la 1763, fiind făcută de „Teodor Zugravul și Enache ucenicul”. În tindă este pictura de la 1848.În anul 1864, Domnitorul Alexandru Ioan Cuza, apreciind pe ctitorul cel nou de la Frăsinei, Episcopul Sf. Calinic, exceptează de la expropiere M-rea Frăsinei. În decursul vremurilor, Mînăstirea Frăsinei a prosperat cu alte clădiri și anexe, așa cum se vede azi. Sf. Calinic, Ctitorul Sf. Mînăstiri Frăsinei, a pus aici rînduiala de slujbă și trăire religioasă, după tipicul Sf. Munte Athos, în care se include și restricția ca în Sf. Mînăstire Frăsinei să nu intre niciodată femei.”

## Interdicția de a intra femei în mănăstire

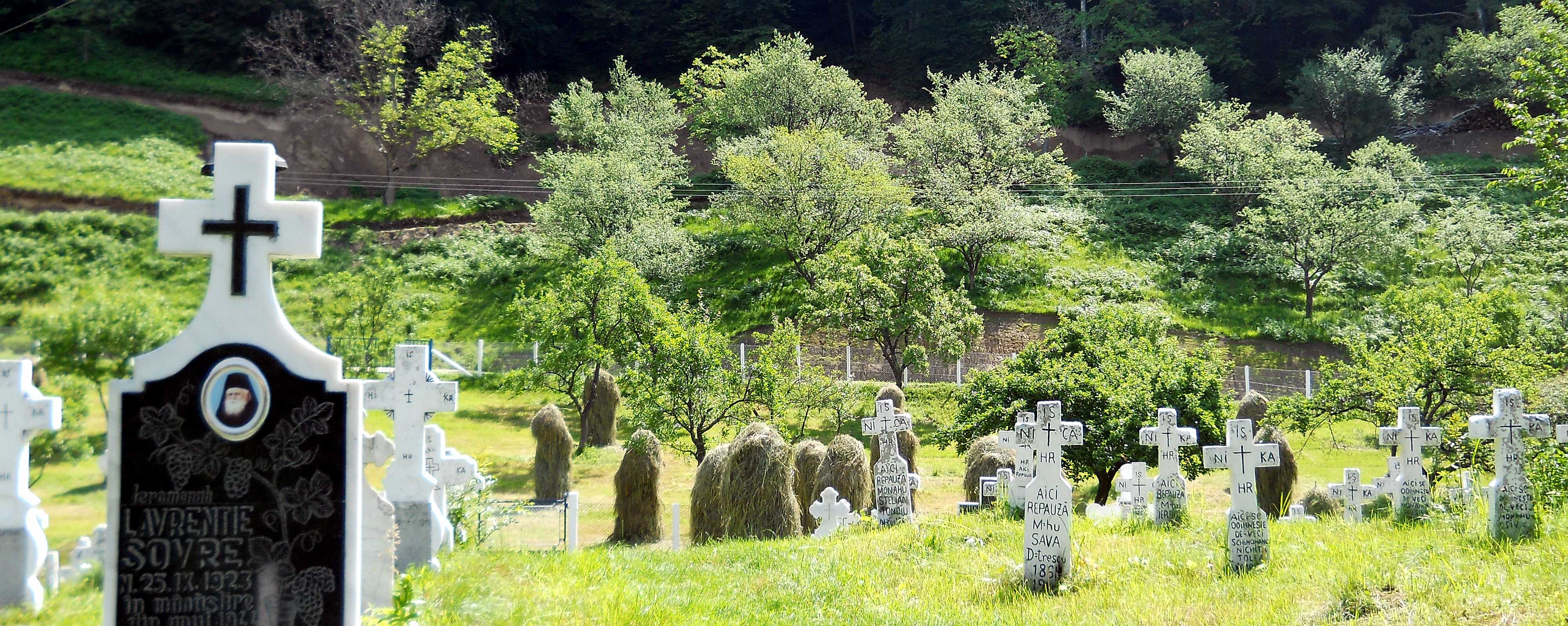
Cimitirul Mănăstirii Frăsinei, 2011

Mănăstirea Frăsinei este singura mănăstire ortodoxă din România în care nu au voie să intre persoanele de sex feminin. În perioada comunistă această interdicție a fost ridicată. În august 2013, Veronica Bulai, mama Monicăi Gabor ar fi înnoptat în această mănăstire, iar a doua zi a murit. Preoții din zonă afirmă că nicio femeie care a intrat în mănăstire nu a scăpat nepedepsită.

## Listă de stareți ai Mănăstirii Frăsinei
| Prima perioadă: Schitul Frăsinei     |                           |  |
| c1710 - înainte de 1764              | Ilarion                   |  |
| înainte de 1764 - 1768               | Climent                   |  |
| 1768 - 1780                          | Isaia                     |  |
| 1780 - 1845                          | Schitul este părăsit      |  |
| 1845 - 1863                          | Acachie                   |  |
| A doua perioadă: Mănăstirea Frăsinei |                           |  |
| 1863 - ?                             | Policarp Nisipeanu        |  |
| ? - 1898                             | Silvestru Ieroschimonahul |  |
| 1898 - 1927                          | Porfirie Bucurescu        |  |
| 1927 - 1961                          | Simion Combei             |  |
| 1961                                 | David Glăvan              |  |
| 1961 - 2016 (13.03)                  | Neonil Ștefan             |  |
| 2016-2022                            | Ioanichie Popescu         |  |
| 2022-prezent                         | Onisifor Petrescu         |  |